# جلنی هورا
جلنی هورا (به لاتین: Jelení hora) یک کوه در جمهوری چک است که در کریشتوفووی هامری واقع شده‌است. جلنی هورا ۹۹۳ متر بالاتر از سطح دریا واقع شده‌است.